# Les Palmiers sauvages
Les Palmiers sauvages (ou Si je t'oublie, Jérusalem ; The Wild Palms [If I Forget Thee, Jerusalem]) est un recueil de deux nouvelles de William Faulkner.
Initialement publié sous le titre de The Wild Palms, l'œuvre, pour les rééditions contemporaines, reprend son titre originellement choisi par l'écrivain, If I Forget Thee, Jerusalem, et qu'avait refusé le premier éditeur. Ce titre est tiré d'un psaume qui rappelle la captivité des Juifs à Babylone. 
À l'instar de l'édition originale, la première édition française est titrée Les Palmiers sauvages. Les éditions récentes adoptent le titre Si je t'oublie, Jérusalem voulu par Faulkner.

## Composition
L'œuvre mêle le récit de deux nouvelles : l'une intitulée Les Palmiers sauvages, l'autre intitulée Le Vieux Père, dont les chapitres successifs alternent. 

## Résumé
Les Palmiers sauvages raconte le destin médiocre de Harry Wilbourne, un interne qui travaille dans un hôpital de La Nouvelle-Orléans. Il fuit le Sud avec Charlotte Rittenmeyer, une femme mariée, rebelle et vaguement artiste. Le couple prend le train et se rend à Chicago, puis dans le Wisconsin. Leur passion s'effrite, et Harry se complaît à en détruire l'objet.
Dans Le Vieux Père, pour sauver une femme enceinte, un détenu, dont le nom n'est jamais révélé, lutte avec stoïcisme contre les eaux tumultueuses de la grande inondation du Mississippi de 1927.

## Éditions françaises
- Les Palmiers sauvages, traduit de l'anglais par Maurice-Edgar Coindreau, éditions Gallimard, coll. « Du monde entier », 1952.
- Si je t'oublie, Jérusalem, traduit de l'anglais par Maurice-Edgar Coindreau, révisée par François Pitavy, éditions Gallimard, Bibliothèque de la Pléiade no 464, 2000 ; rééd. coll. « L'Imaginaire », 2001.